# Herpetogramma rufescentalis
Herpetogramma rufescentalis is een vlinder uit de familie van de grasmotten (Crambidae), uit de onderfamilie van de Spilomelinae. De wetenschappelijke naam van deze soort is voor het eerst gepubliceerd in 1896 door George Francis Hampson.
De soort komt voor in het Tenasserim-gebergte in het grensgebied van Myanmar en Thailand.